# 이와타 카렌
이와타 카렌(일본어: 岩田 華怜, 1998년 5월 13일 ~ )은 일본의 아이돌이며, 여성 아이돌 그룹 전 AKB48 팀A의 멤버이다.
미야기현 출신. 호리프로 소속(AKB48 가입 전에는 MOC 플래닝, 가입 후에는 AKS 소속).

## 내력
초등학생 때부터 뮤지컬에 출연하고 있었다. 〈MJ 이리나 뮤지컬 아카데미〉 어드밴스드 클래스 1기생.
2011년
- 2월 20일, 《AKB48 제9회 연구생 (12기생) 오디션》에 합격.
- 3월 11일, 본가에서 토호쿠 지방 태평양 해역 지진(동일본 대지진)의 피해를 입는다[4].
- 4월 3일, 《AKS 연구생 셀렉션 심사》에 합격. 생활의 격변으로 통과를 포기하고 있었(당초 예정은 3월 13일)지만, 이 때 심사는 지진때문에 연기되어 있었다[5].
- 4월 17일, 《AKB48 연구생 〈시어터의 여신〉 공연》 전좌 걸로 공연 데뷔.
- 12월 13일에 개최된 TV 애니메이션 《AKB0048》의 주인공 9명의 성우를 정하는 성우 공개 오디션에 합격해, 성우 선발이 되었다[6].

2012년
- 3월 24일, 카토 레나, 카와에이 리나, 타카하시 쥬리, 타노 유카와 함께 팀4로 승격[7].
- 4월 26일, 《AKB0048》 성우 선발 멤버 9명에 의한 신 유닛 〈NO NAME〉 결성 발표. 동작의 주제가 〈희망에 대해〉와 〈꿈은 몇번이고 다시 태어난다〉와 〈무지개 열차〉를 노래한다[8].
- 5월 23일에 발매된 26th 싱글 〈한여름의 Sounds good !〉으로 첫 선발. 또, NHK 동일본 대지진 프로젝트 〈내일로〉의 테마 송을 부르는, 꽃은 핀다 프로젝트의 일원으로서, 동일본 대지진 부흥 자선 송 〈꽃은 핀다〉에 AKB48로부터 나카야 사야카와 함께 참가했다. 동 싱글의 커플링에는 이와타의 솔로 가창도 수록되었다.
- 8월 24일에 개최된 《AKB48 in TOKYO DOME ~1830m의 꿈~》 첫날 공연에서, 팀4의 해체와 함께 팀A로 이동하는 것이 발표되었다[9].
- 11월 1일, 팀A로 이동.
- 11월 2일, 팀A 웨이팅 공연의 스타팅 멤버로서 신 팀에서의 활동을 개시한다[10].

2014년
- 2월 24일, Zepp DiverCity에서 개최된 《AKB48 그룹 대조각 축제》에서, SKE48 팀S로 이적하는 것이 발표되었지만[11], 같이 사는 어머니가 미야기 현에 사는 조부모의 간호도 하고 있다는 가정 사정, 이미 올해 봄부터 자신의 고교 진학이 결정된 것, 및 동일본 대지진의 재해지 방문을 포함해 도쿄에서의 일을 계속해나가고 싶다는 것 등을 이유로[12] 이의를 제기한 결과, 이적은 취소가 되어, 27일, AKB48에 잔류하는 것이 확정되었다[13].
- 6월 2일, 〈사사카마의 날 대사〉에 임명되었다[14].
- 6월 25일, 미야기 현 쿠리하라 시의 쿠리하라 드림 앰배서더에 임명되었다[15].

2015년
- 5월부터 6월에 걸쳐 실시된 〈AKB48 41st 싱글 선발 총선거〉의 속보에서 4,843표를 받아 59위에 랭크인하여 총선거 속보 첫 권내에 성공했다.

2016년
- 3월 15일, AKB48 극장에서 졸업 공연을 행하였고, 졸업 후에는 호리프로에 소속하는 것을 발표하였다.
- 5월 21일, AKB48 팀A 졸업.

## 인물
- 캐치프레이즈는, 可憐で華麗な伊達『娘』(카렌데 카레-나 다테무스메). 다테무스메의 [다테]는 [다테 마사무네 伊達政宗]의 [다테]에서 따온 것으로 본인의 고향이 있는 도호쿠 지역에 갔을 때만 한다.
- 매력 포인트는, 토호쿠 출신이라 피부가 흰 것.(할머니가 쿼터로 영국계라고 함, 아마도 피부가 흰 것과 연관있는 듯 하다.)
- 좋아하는 음식은, 족발, 호르몬, 다시마 초절임 등[16].
- 기타를 치면서 노래할 수 있다[16].
- 목표로 하고 있는 아티스트는, 요시이 카즈야와 사와다 켄지[17].
- 좋아하는 밴드는, DOES와 SPYAIR[18].
- 좋아하는 애니메이션·만화·소설은, 《은혼》, 《청의 엑소시스트》, 《개그만화 보기 좋은 날》, 《벨제바브》, 《강철의 연금술사》, 《바쿠만》, 《ONE PIECE》, 《AKB49~연애금지조례~》, 《듀라라라!!》, 《나는 친구가 적다》 등 많다[17]. 특히 《은혼》의 열렬한 팬으로, 같은 《은혼》 팬인 미타 마오(NMB48 팀M)와 의기투합하는 사이[18].
- 가족과 있을 때만 자신을'카렌'(일본의 3인칭 표현)이라고 부른다. 그러나, 최근 절친 ske멤버 스미레 앞에서 자신도 모르게 '카렌'이라고 말함.그만큼 가족같은 사이라고 함

### AKB48 관련
- Google+에서, AKB48 그룹의 부활동에서는 경음부에 소속해 있다[19].

## AKB48에서의 참가곡

### 싱글 CD 선발곡
- 〈風は吹いている 바람은 불고 있어〉에 수록
  - 蕾たち / 꽃봉오리들 - 팀4+연구생 명의
- 〈GIVE ME FIVE!〉에 수록
  - NEW SHIP - 스페셜 걸즈A 명의
- 真夏のSounds good ! / 한여름의 Sounds good !
- 〈ギンガムチェック 깅엄 체크〉에 수록
  - あの日の風鈴 / 그 날의 풍경 - 웨이팅 걸즈 명의
- 〈UZA〉에 수록
  - 次のSeason / 다음 Season - 언더 걸즈 명의
  - 孤独な星空 / 고독한 별하늘 - 팀A 명의
- 〈永遠プレッシャー 영원 프레셔〉에 수록
  - 私たちのReason / 우리의 Reason
- 〈So long !〉에 수록
  - Ruby - 시노다 팀A 명의
- 〈さよならクロール 안녕 크롤〉에 수록
  - バラの果実 / 장미의 과실 - 언더 걸즈 명의
  - イキルコト / 살아가는 것 - 팀A 명의
- 〈ハート・エレキ 하트 일렉트릭 기타〉에 수록
  - 快速と動体視力 / 쾌속과 동체 시력 - 언더 걸즈 명의
  - キスまでカウントダウン / 키스까지 카운트다운 - 팀A 명의
- 〈前しか向かねえ 앞 밖에 보지 않아〉에 수록
  - KONJO - Talking Chimpanzees 명의
- 〈ラブラドール･レトリバー 래브라도 리트리버〉에 수록
  - 君は気まぐれ / 넌 변덕쟁이 - 팀A 명의
- 〈心のプラカード 마음의 플래카드〉에 수록
  - セーラーゾンビ / 세일러 좀비 - 밀크 플래니트 명의
- 〈希望的リフレイン 희망적 리프레인〉에 수록
  - 従順なSlave / 고분고분한 Slave - 팀A 명의
  - 歌いたい / 노래하고 싶어 - 카틀레야조 명의

### 앨범 CD 선발곡
- 《1830m》에 수록
  - 直角Sunshine / 직각 Sunshine - 팀4 명의
  - 青空よ 寂しくないか? / 푸른 하늘이여 외롭지 않은가? - AKB48+SKE48+NMB48+HKT48 명의
- 《次の足跡 다음 발자국》에 수록
  - 確信がもてるもの / 확신하는 것 - 팀A 명의
- 《ここがロドスだ、ここで跳べ! 여기가 로도스다, 여기서 뛰어라!》에 수록
  - Oh! Baby! - 팀A 명의
  - 僕たちのイデオロギー / 우리의 이데올로기

## 출연

### 드라마
- 마지스카 학원 3 제8화 (2012년 9월 7일, TV 도쿄) - 여자 죄수 역
- 타카나시 씨 제20화 (2013년 8월 12일, NHK) - 스미레 역
- 세일러 좀비 (2014년 4월 19일 ~ 7월, TV 도쿄) - 카렌 역

### 애니메이션
- AKB0048 (2012년 4월 29일 ~ 7월 22일) - 모토미야 나기사 역
- AKB0048 next stage (2013년 1월 5일 ~ 3월 30일) - 모토미야 나기사 역
- 매드 박스 좀비즈 AKB 버전 (2013년 12월 27일 ~ , 넥스트 미디어 애니메이션/Youtube)

### 라디오
- AKB48 오늘밤은 돌아가지 않아… (2013년 9월 30일 ~ , CBC 라디오) - 타케우치 미유·무토 토무와 함께 7대째 퍼스낼리티

### 무대
- 브로드웨이 뮤지컬 풋루즈 (2014년 9월 15일 ~ ) - 웬디 조 역

## 음반

### 참가 작품
| 발매일          | 타이틀             | 최고 주간 순위 | 레이블    | 판매 형태 | 상품 코드          | 비고                                                                      |
| --------------- | ------------------ | -------------- | --------- | --------- | ------------------ | ------------------------------------------------------------------------- |
| 2012년 5월 23일 | 花は咲く 꽃은 핀다 | 17위           | FlyingDog | CD CD+DVD | VTCL-35132 VTZL-43 | 꽃은 핀다 프로젝트 참가 악곡:〈꽃은 핀다〉·〈꽃은 핀다 이와타 카렌 ver.〉 |

## 서적

### 캘린더
- 탁상 이와타 카렌 2013년 캘린더 (2012년 12월 7일, 하고로모)
- 탁상 이와타 카렌 2014년 캘린더 (2012년 12월 6일, 하고로모)